# Alfredo Carlo Moro
Alfredo Carlo Moro (Taranto, 5 aprile 1925 – Roma, 18 novembre 2005) è stato un magistrato italiano, fratello di Aldo Moro.

## Biografia
È stato presidente del Tribunale per i minorenni di Roma (giudicò, fra gli altri, Giuseppe Pelosi per l'omicidio di Pier Paolo Pasolini) e presidente di sezione della Corte di cassazione. Collaborò anche con numerose riviste e ha promosso e diretto la rivista Il bambino incompiuto.
È stato presidente della Federazione Universitaria Cattolica Italiana dal 1947 al 1948.
Nell'opera Storia di un delitto annunciato l'autore tratta, per la prima volta, la vicenda molto dolorosa e sicuramente molto intricata del rapimento e della successiva uccisione del fratello Aldo. Il libro traccia, con una razionalità eccezionale (visto anche il legame di parentela), tutti gli eventi che hanno caratterizzato i 55 giorni dall'agguato in via Fani (16 marzo 1978) fino al ritrovamento del cadavere del presidente il 9 maggio 1978. Vengono analizzati con attenzione tutti gli eventi e gli episodi, vengono passati sotto la lente di ingrandimento tutti i personaggi per i quali viene tracciato un profilo e si verifica se la tessera trova alloggiamento nel puzzle.

## Opere
Ha pubblicato tra l'altro:
- 1961: L'amministrazione della giustizia in Italia
- 1976: L'adozione speciale
- 1983: I diritti inattuati del minore
- 1991: Il bambino è un cittadino
- 1996: Manuale di diritto minorile
- 1998: Storia di un delitto annunciato. Le ombre del caso Moro.